# Roodnekmierpitta
De roodnekmierpitta (Grallaria nuchalis) is een zangvogel uit de familie Grallariidae (mierpitta's).

## Verspreiding en leefgebied
Deze soort komt voor van Colombia tot Peru en telt drie ondersoorten:
- G. n. ruficeps: centraal Colombia.
- G. n. obsoleta: noordwestelijk Ecuador.
- G. n. nuchalis: oostelijk Ecuador en noordelijk Peru.

## Status
De grootte van de populatie is niet gekwantificeerd maar de soort wordt omschreven als vrij algemeen. Op de Rode lijst van de IUCN heeft deze soort de status niet bedreigd.